# Hamad bin Khalifa al-Thani
Sheikh Hamad bin Khalifa Al Thani (în arabă الشيخ حمد بن خليفة ال ثاني; n. 1 ianuarie 1952, Doha, Ad-Dawhah, Qatar) a fost emir al Qatarului din 1995 până în 2013. Sheikh Hamad a fost moștenitor aparent al Qatarului între 1977 și 1995 și în același timp ministru al apărării. La începutul anilor 1980, el a condus Consiliul Suprem de Planificare, care stabilește politicile economice și sociale de bază din Qatar. La 27 iunie 1995, după îndepărtarea tatălui său printr-o lovitură de palat, Sheikh Hamad a devenit emir al Qatarului și a fost încoronat la 20 iunie 2000.